# Charles de Vintimille
Charles de Vintimille, comte du Luc, né à Versailles le 2 septembre 1741 et mort à Fontainebleau le 14 février 1814, est le fils présumé du roi Louis XV et de Pauline Félicité de Mailly-Nesle. Sa prétendue ressemblance avec le roi lui valut le surnom de « Demi-Louis ».

## Biographie
Charles de Vintimille, présumé fils de Louis XV et de Pauline Félicité de Mailly-Nesle, naît à Versailles et grandit à Savigny-sur-Orge de son baptême le 19 décembre 1742, avec son père légitime de Vintimille. 
Cornette au régiment de Bourbon cavalerie (1758), capitaine (1759), gouverneur de Porquerolles (1764), colonel du régiment Royal-Corse (1765), dont il devient propriétaire (1782), il est promu brigadier le 1er mars 1780 et maréchal de camp le 5 décembre 1781. Le régiment Royal-Corse ayant formé les Chasseurs Royaux-Corses et les Chasseurs corses, une Ordonnance royale du 14 mai 1788 lui donne la propriété du régiment de Vintimille.
Il sera également fait chevalier de Saint-Louis.  
À la Révolution, il émigre et représente les princes à la cour de Turin. Il regagne la France, après 1800.

## Mariage et descendance
Charles Emmanuel Marie Magdelon de Vintimille, comte du Luc, épouse, en 1764, Marie-Adélaïde de Castellane (1746-1770), fille de Gaspard, marquis de Castellane, vicomte d'Esparron, maréchal des camps et armées du Roi, chevalier de Saint-Louis, et de Renée Fournier de Varennes. Il en a trois enfants :
- Charles Félix René de Vintimille, comte du Luc, (1765-1806), marié en 1783  avec Marie-Gabrielle de Lévis (1765-1794), dont 3 filles (div en 1793) ;
- Adélaïde Pauline Constantine de Vintimille du Luc (1767-1825), mariée avec Henri de Lostanges, marquis de Sainte-Alvère  (propriétaire de  la terre de Lostanges en Corrèze), (1755-1807), dont postérité[5];
- Candide Dorothée Louise de Vintimille du Luc, (1767-1825), mariée avec Jean-Baptiste de Félix, baron d'Ollières, comte du Muy, maréchal de camp (1751-1820), sans postérité[5]:185.

Son fils, qui avait combattu dans l'armée des émigrés puis dans celle du Royaume de Naples, étant mort avant lui sans descendance mâle, avec Charles de Vintimille s'éteint la ligne mâle de la famille de Vintimille du Luc.